# 제주서부경찰서
제주서부경찰서(濟州西部警察署, Jeju Seobu Police Station)는 제주특별자치도경찰청 소속 경찰서 중 하나이다. 제주특별자치도 제주시 일부지역을 관할한다. 제주특별자치도 제주시 애월읍 애조로 215에 위치하고 있다.
서장은 총경으로 보한다.

## 조직
| - 청문감사관실 - 112종합상황실 - 경무과 | - 생활안전과 - 여성청소년과 - 수사과 | - 형사과 - 경비교통과 - 정보보안과 |

## 관할 파출소 및 지구대
제주서부경찰서는 2개의 지구대와 4개의 파출소를 산하에 두고 있다.
| 명칭       | 사진 | 주소         | 관할구역                                  | 치안센터 |
| ---------- | ---- | ------------ | ----------------------------------------- | -------- |
| 연동지구대 |      | 신대로 97    | 용담 2·3동, 오라3동, 연동 일부            |          |
| 노형지구대 |      | 광평동로 3   | 노형동, 외도동, 이호동, 도두동, 연동 일부 |          |
| 하귀파출소 |      | 하귀로 47    | 애월읍 일부                               |          |
| 애월파출소 |      | 애월로 116-1 | 애월읍 일부                               |          |
| 한림파출소 |      | 한림로 651   | 한림읍                                    |          |
| 한경파출소 |      | 두신로 133   | 한경면                                    |          |

## 같이 보기
- 제주특별자치도지방경찰청